# Павленко, Прасковья Николаевна
Прасковья Николаевна Павленко (19 (7) января 1881, Петриковка — 1983) — советская и украинская художница, самая старая мастерица петриковской росписи и одна из самых известных мастериц этого направления в начале XX века. Мать известных мастериц Веры Павленко и Галины Павленко-Черниченко.
Среди произведений — «Декоративный мотив», «Фриз» (оба — 1964), «Букет цветов в вазе», «Коврик» (оба — 1980). Произведения хранятся в Государственном музее декоративного украинского искусства.
Скончалась в 1983 году, похоронена на Байковом кладбище Киева.